# Fred Chichin
Frédéric Chichin, dit Fred Chichin, né le 1er mai 1954 (selon l'état civil) à Clichy et mort le 27 novembre 2007 à Villejuif, est un musicien multi-instrumentiste français, auteur-compositeur-interprète de rock.
En 1979, il a formé avec Catherine Ringer le groupe Les Rita Mitsouko. 

## Biographie

### Famille et jeunesse
Frédéric Alexis Alphonse Chichin est né à Clichy et déclaré né le 1er mai 1954 alors qu'il a vu le jour le 29 avril 1954, (quelques sources indiquent même le 28 avril 1954,). Dans cette ville, ses grands-parents maternels — Marie-Louise, qui est italienne, et Alphonse, d'origine auvergnate — tiennent le café Au bon coin, dans la rue Klock.
Son père, Jean-Louis Chichin, Jean-Louis Pays de son nom de plume, est un artiste peintre français d'origine suédoise et militant communiste, qui créa en 1962 le magazine Miroir du cinéma. Sa mère, Madeleine Chichin, est née Brugerolle en 1927.
À l'âge de 14 ans, il décide de se consacrer à la musique, inspiré notamment par Jimi Hendrix, et de quitter l'école deux ans plus tard. Il quitte Aubervilliers pour des voyages et squats à Amsterdam, Londres, au Maroc, etc.
Passionné de cinéma, de musique, de théâtre, après avoir été proche de la musique électro-acoustique de Nicolas Frize, il participe à plusieurs groupes underground rock ou punk de la fin des années 1970 et du début des années 1980, comme Fassbinder (avec Jean Néplin), Jean Néplin & Individual State (en 1981 avec Jean Néplin et Catherine Ringer), Taxi Girl (avec Daniel Darc) et Gazoline (avec Alain Kan).
Il est un temps incarcéré à la prison de Fresnes pour une affaire de stupéfiants.

### Carrière
En mai 1979, il rencontre Catherine Ringer, qui est alors chanteuse dans la comédie musicale Flashes rouges de Marc'O et Geneviève Hervé. Engagé sur ce spectacle comme musicien, il dit à Catherine, au bout d'une semaine de répétitions : « Allez viens, on va faire un groupe de rock ! ». Ils forment d’abord les Sprats, composent et jouent entre autres sur scène la musique d'Aux limites de la mer d’Armando Llamas, mis en scène par Catherine Dasté avec Marcia Moretto (1980) et de Pôle à pôle, chorégraphié par Marie-Christine Gheorghiu et Alain Buffard (1982).
Après quelques tentatives de travail en groupe, c'est finalement en duo que Fred et Catherine choisissent de fonctionner. Le couple travaille chez lui et c'est dans leur cuisine que naissent leurs premiers titres. De concert en concert, dans des bars ou des boîtes rock, ils se forgent une petite notoriété dans Paris. C'est au Gibus, en novembre 1980 puis au Rose Bonbon, que le duo se présente sous le nom de Rita Mitsouko (plus tard rebaptisé Les Rita Mitsouko pour éviter la confusion entre le nom du groupe et celui de sa chanteuse). En 1984, le single Marcia Baïla les révèle au grand public.
Leur carrière dure près de trente ans (1979-2007), comptant sept albums originaux : Rita Mitsouko, The No Comprendo, Marc et Robert, Système D, Cool Frénésie, La Femme trombone, Variéty), un album de remixes (RE), et deux albums live (Acoustiques, Les Rita Mitsouko en concert avec l’orchestre Lamoureux).

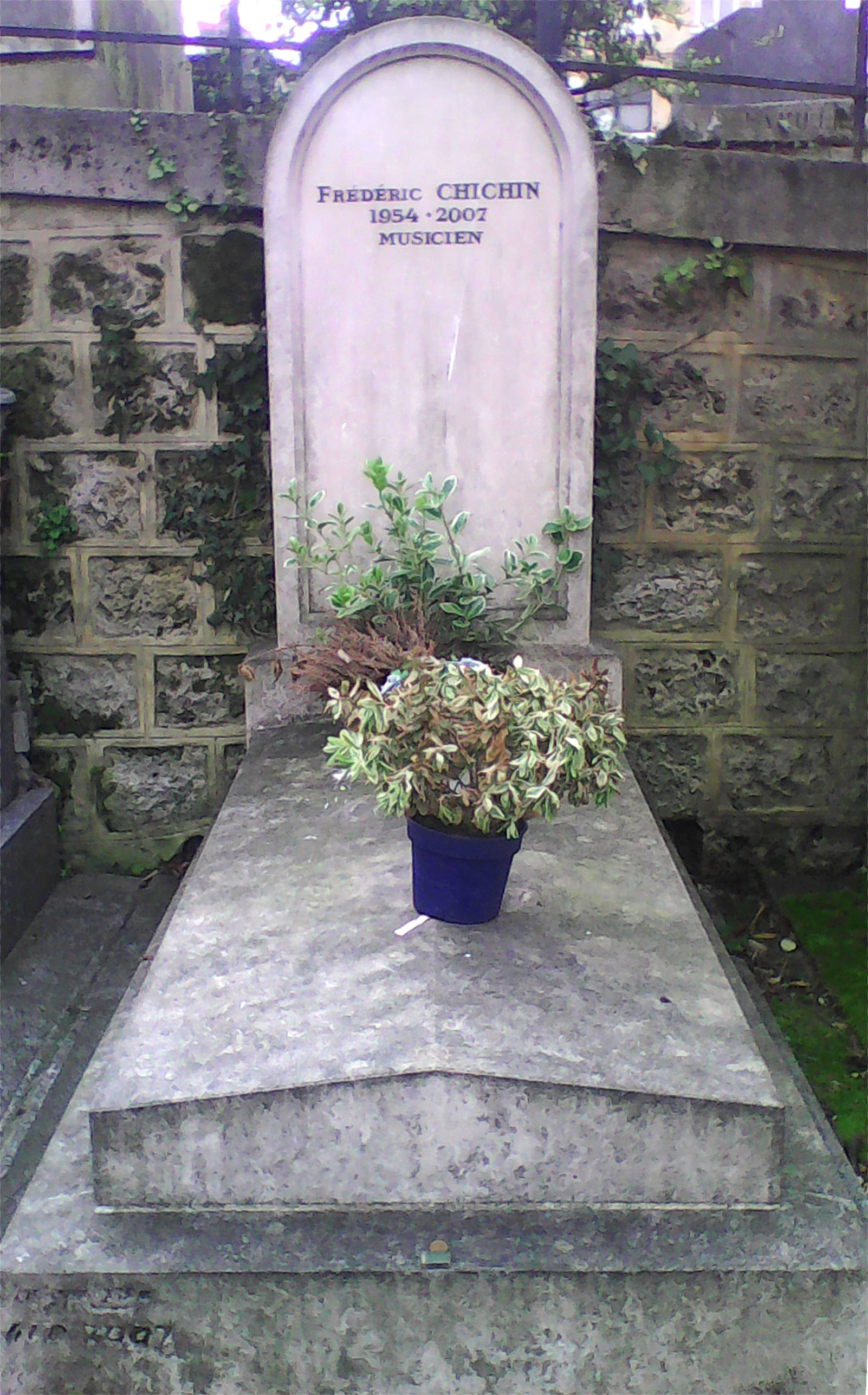
Tombe de Fred Chichin au cimetière de Montmartre (division 12).

Tout au long de ces années, les Rita Mitsouko collaborent avec de nombreux artistes internationaux comme les Sparks, Iggy Pop, Richard Galliano, Jean Néplin, multiplient les tournées en France et en Europe, et se distinguent par leurs clips, réalisés, entre autres, par Philippe Gaultier ou Jean-Baptiste Mondino. Plusieurs de leurs morceaux deviennent des tubes (Andy, C’est comme ça, Les Histoires d’A., Le Petit Train, Y a d’la haine, etc.) et les Rita Mitsouko s’imposent comme des artistes incontournables dans le paysage du rock et de la chanson française.

### Vie privée
Fred Chichin et Catherine Ringer vivaient en couple et ont eu trois enfants : Ginger Romàn, qui est actrice, Simone Ringer, graphiste et chanteuse dans le groupe Minuit et Raoul Chichin, guitariste dans le même groupe et accompagnateur de sa mère sur scène.

#### Maladie
Fred, qui a contracté l'hépatite C à la fin des années 1970 en Espagne, est sévèrement affaibli par cette maladie en 2002. Alors qu'il pense en être « officiellement » remis, début septembre 2007, la maladie évolue en un cancer du foie « foudroyant ». En novembre 2007, Les Rita Mitsouko sont contraints d'annuler une partie de leur tournée en raison de son état de santé. Fred meurt à Villejuif le 27 novembre,.
Il est inhumé au cimetière de Montmartre (division 12), à Paris.

### Décoration
- Chevalier de l'ordre des Arts et des Lettres[réf. nécessaire]

## Discographie

### AvecLes Rita Mitsouko

#### Autres
- 1985 : Les Enfants du Velvet, titre All Tomorrow's Parties (disque compilation en hommage à Lou Reed)
- 1999 : Emmaüs Mouvement, titre Le Juste Prix (disque anniversaire des 50 ans du mouvement Emmaüs)

#### Singles
- 1982 : Minuit dansant / Don't forget the nite
- 1984 : Restez avec moi / Marcia Baila
- 1986 : Andy / Un soir, un chien / C'est comme ça / Les histoires d'A.
- 1988 : Mandolino City / Singing in the shower (avec Sparks) / Tongue dance / Le petit train
- 1990 : Hip kit / Don't forget the nite
- 1993 : Y'a d'la haine / Les amants / Femme d'affaires
- 1996 : Riche (en duo avec Doc Gynéco / If I were a rich man (adaptation)
- 2000 : Cool frénésie / Alors c'est quoi ? / Femme de moyen âge
- 2002 : Triton / Sasha / Tu me manques
- 2004 : Triton (live) / La sorcière et l’inquisiteur (live) / Andy (live) / Où sont-ils donc ? (live) / Écoutez la chanson bien douce (live)
- 2007 : Communiqueur d'amour / Ding Dang Dong / Même si / L'ami ennemi